# Streetfighter (Band)
Streetfighter war eine englische Rock- und New-Wave-of British-Heavy-Metal-Band aus Burnley, die 1977 gegründet wurde und sich 1983 auflöste.

## Geschichte
Die Ursprünge der Band gehen auf das Jahr 1977 zurück, als die Gitarristen John Sykes und Dave Westrop begannen zusammen zu spielen. Sie beschlossen daraufhin eine Band zu gründen, ehe innerhalb weniger Monate der Bassist Merv Goldsworthy dazustieß. Die Besetzung wurde etwas später durch den Schlagzeuger Gary Taylor und den Sänger Lee Fenton ergänzt. In den nächsten Jahren hielt die Band die ersten Auftritte ab. 1980 war sie auf dem Sampler New Electric Warriors von Logo Records mit dem Lied She's No Angel zu hören. Danach verließ Sykes im Herbst des Jahres die Besetzung, um Tygers of Pan Tang beizutreten. Als Ersatz kam Dave Senczak hinzu. Neben ihm war nun Mick Kremoustoulis als Gitarrist in der Band. 1982 erschien die selbstfinanzierte EP Crazy Dream, die vier Lieder enthält und die oft damit beworben wurde, dass hierauf Sykes zu hören ist, was jedoch nicht mehr der Fall war. Die EP verkaufte sich jedoch schlecht, woraufhin es 1983 zur Auflösung kam. Die meisten Mitglieder widmeten sich danach anderen musikalischen Projekten.

## Stil
Laut Malc Macmillan in The N.W.O.B.H.M. Encyclopedia ist She's No Angel von New Electric Warriors mit Musik von Driveshaft und frühen Dealer vergleichbar, während bei den E-Gitarren Gemeinsamkeiten zu Thin Lizzy hörbar seien. Das Titellied und City Girls von Crazy Dream seien durch Boogie beeinflusster Rock im Stil von aggressiveren Masai und Vardis. Livin' on the Red Line habe Gemeinsamkeiten zu Songs von Snakebite, während Streetfighter mehr den Werken von Energy ähnele.

## Diskografie
- 1982: Crazy Dream (EP, Eigenveröffentlichung)